# You Need Me EP
You Need Me EP è il secondo EP del cantautore britannico Ed Sheeran, pubblicato nel 2009 dalla Sheeran Lock.

## Tracce
Testi e musiche di Ed Sheeran, eccetto dove indicato.
1. You Need Me, I Don't Need You – 4:05
2. So – 4:28
3. Be Like You – 3:38
4. The City – 4:26 (Ed Sheeran, Jake Gosling)
5. Sunburn – 4:26

## Formazione
- Ed Sheeran – voce, chitarra
- Julian Simmons – chitarra elettrica, basso
- Jack Pollitt – batteria
- Laurie Chapman – pianoforte
- John Parker – contrabbasso
- Vicky Matthews – violoncello
- Jade Brightwell – violino
- Anna Vashti – cori